# Afonso Ferraz
Afonso Pedro Gonçalves Ferraz (ur. 26 sierpnia 1964) – angolski lekkoatleta specjalizujący się w biegach sprinterskich oraz skoku w dal.
Olimpijczyk z Barcelony (1992). Z rywalizacji na igrzyskach odpadł na etapie eliminacji biegu na 100 metrów. Uczestnik Uniwersjady (1983), halowych mistrzostw świata (1993) oraz igrzysk afrykańskich (1991).

## Rezultaty
| Rok  | Impreza                   | Miejsce   | Konkurencja   | Pozycja    | Wynik |
| ---- | ------------------------- | --------- | ------------- | ---------- | ----- |
| 1983 | Uniwersjada               | Edmonton  | bieg na 100 m | eliminacje | 11,11 |
| 1991 | Igrzyska afrykańskie      | Kair      | skok w dal    |            | 7,52  |
| 1992 | Igrzyska olimpijskie      | Barcelona | bieg na 100 m | eliminacje | 11,32 |
| 1993 | Halowe mistrzostwa świata | Toronto   | bieg na 200 m | eliminacje | DSQ   |

## Rekordy życiowe
- bieg na 100 metrów – 10,49 (8 lipca 1992, Maia)
- bieg na 200 metrów – 21,15 (12 lipca 1992, Braga)
- skok w dal – 7,52 (24 września 1991, Kair), rekord Angoli